# Wege zum Menschen

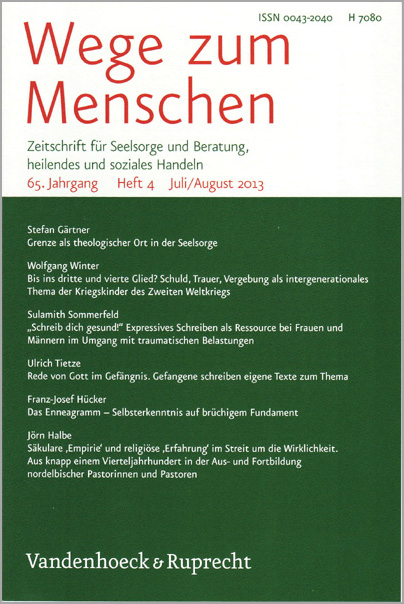
Ansicht der WzM 2013

Wege zum Menschen ist eine deutsche Zeitschrift für Seelsorge und Beratung, heilendes und soziales Handeln.

## Geschichte
Initiator und Schriftleiter der von Sept. 1949 bis Sept. 1950 im Brunnen Verlag und seit Oktober 1950 bei Vandenhoeck & Ruprecht erscheinenden Monatsschrift für Seelsorge, Psychotherapie und Erziehung mit dem Titel Der Weg zur Seele (1949 bis 1953, 1. bis 5. Jg.) war Klaus Thomas. 1954 (6. Jg.) wird die Zeitschrift in Wege zum Menschen (WzM) umbenannt, mit der Beilage Der Weg zum Kranken ausgeliefert und erscheint seitdem jährlich sechsmal mit jeweils etwa 90 Seiten.
Mit dem Namenswechsel verschieben bereits die ersten Herausgeber (Klaus Thomas, D. W. Gruehn, J. H. Schultz) den Fokus der Zeitschrift: Es gibt nicht nur den einen Weg zur Seele, es gibt zahlreiche Wege; es geht nicht nur um die Seele, das Magazin soll „Im Sinne der leib-seelischen Einheit des Menschen“ den ganzen Menschen in den Blick nehmen.
Wege zum Menschen ist ein Organ der Evangelischen Konferenz für Familien- und Lebensberatung, der Deutschen Gesellschaft für Pastoralpsychologie (DGfP) und der Konferenz für evangelische Krankenhausseelsorge. Der Theologe und Psychoanalytiker Joachim Scharfenberg war viele Jahrzehnte verantwortlicher Herausgeber der Zeitschrift. Die digitalen Ausgaben der Artikel werden in der Regel zwei bis vier Wochen vor der Auslieferung der gedruckten Ausgabe auf der Website der Zeitschrift veröffentlicht.
Das Archiv der Zeitschrift WzM hat der Verlag 2011 an die Staatsbibliothek zu Berlin abgegeben.

## Inhaltliche Gestaltung
Wege zum Menschen versteht sich heute als Podium für das Gespräch zwischen Psychologie und Theologie, Medizin, Soziologie und Pädagogik. Die Zeitschrift veröffentlicht Beiträge zu Grenzfragen des menschlichen Lebens, brisanten Themen und Informationen für Berufsgruppen, die mit Menschen zu tun haben:
- als Psychologen, Psychiater und Ärzte,
- als Seelsorger in Krankenhaus, Gemeinde, Beratungsstelle,
- als Pädagogen, Soziologen, Sozialarbeiter und Sozialpädagogen.

Die Zeitschrift enthält neben Beiträgen und Studien zu Theorie und Praxis der verschiedenen Fachdisziplinen auch Rezensionen und aktuelle Hinweise. Vor der Verbreitung des Internets galt die Zeitschrift unter anderem auch als ein Informationsmedium über Fortbildungsmöglichkeiten, beispielsweise in Klinischer Seelsorge und anderen Disziplinen.

## Herausgeber und Redaktion
Zu den Herausgebern gehören Christiane Burbach, Wilfried Engemann, Jörn Halbe, Klaus Kießling, Hermann Steinkamp, Anne M. Steinmeier, Heribert Wahl, zur Redaktion Christiane Burbach, Wilfried Engemann, Klaus Kießling, Heribert Wahl, Christoffer H. Grundmann. Geschäftsführende Herausgeberin und verantwortlich im Sinne des Pressegesetzes ist Anne M. Steinmeier.